# Анна Асті
Анна Асті (англ. Anna Asti справжнє ім'я — Ганна Анатоліївна Дзюба; нар. 24 червня 1990, Черкаси, УРСР) — російська співачка українського походження, колишня солістка групи Artik & Asti. Замовчує Російсько-українську війну. У лютому 2023 року отримала російське громадянство. Працює та живе в Росії..

## Життєпис
Ганна Дзюба народилася 24 червня 1990 року в Черкасах. Батьки Ганни за часів молодості співали в музичному гурті. У Анни є старша сестра.
У 2010 році продюсер Артем Умрихін створив проект Artik & Asti, Анну знайшов в інтернеті та запропонував їй співпрацю, ваона почалася записом треку «Антистресс».
2013 року переїхала до Москви. Після виходу другого альбому «Здесь и сейчас» гурт Artik & Asti здобув популярність: альбом став тричі платиновим.
У 2018—2019 роках відкрила в Москві два салони краси під назвою «Бюро краси від Анни ASTI».
2023 року Дзюба відкрила у Москві лейбл Fenix Music.
2023 року отримала російське громадянство. Наприкінці 2023 року втекла з РФ після критики за участь у вечірці Анастасії Івлєєвої в Москві.

## Особисте життя
У грудні 2020 року вийшла заміж за бізнесмена Станіслава Юркіна.

## Дискографія
Під час участі у складі гурту Artik & Asti, Анна Дзюба брала участь у інших виконавців як запрошеного артиста:
- Зацелую (спільно з DJ Noiz)
- Небо (спільно з Джиганом)
- Всё будет хорошо (спільно з Джиганом)
- Мой мир (спільно з Джиганом)
- С ней (акустична версія) (спільно з Мішою Марвіним)

### Студійні альбоми
- «Фенікс» (24 червня 2022) — дебютний сольний альбом.

- «Цариця» (29 вересня 2023) — другий сольний альбом.

- «Вищі сили» (30 травня 2025) — третій сольний альбом.

### Сингли
- «По барам» (2022) — головний сингл з альбому «Фенікс».

- «Цариця» (2023) — головний сингл з альбому «Цариця».

- «Вищі сили» (2025) — головний сингл з альбому «Вищі сили».

### Відеокліпи
- «Фенікс» (2022) — режисер: Олексій Гуд.

- «По барам» (2022) — режисер: Василь Козар.

- «Цариця» (2023) — режисер: Маша Жемчужина.

- «Вищі сили» (2025) — режисер: Олексій Гуд.